# Els nostres meravellosos aliats
Els nostres meravellosos aliats (títol original: Batteries Not Included) és una comèdia de ciència-ficció estatunidenca dirigida per Matthew Robbins el 1987. Ha estat doblada al català.

## Argument
Els habitants d'un vell immoble són amenaçats d'expulsió per Lacey, un promotor corrupte que desitja tirar a terra el barri per construir-hi un complex immobiliari. Com que refusen marxar, Lacey contracta Carlos, un trinxeraire, per desallotjar-los de males maneres. Però no compta amb l'ajuda inopinada d'estranyes criatures mecàniques que s'alimenten d'electricitat, són uns manetes sense competència, i es fan amics dels habitants de la construcció.

## Repartiment
- Hume Cronyn: Frank Riley
- Jessica Tandy: Faye Riley
- Frank McRae: Harry Noble
- Elizabeth Peña: Marisa Esteval
- Michael Carmine: Carlos
- Dennis Boutsikaris: Mason Baylor
- Tom Aldredge: Sid Hogenson
- Jane Hoffman: Muriel Hogenson
- John DiSanti: Gus
- John Pankow: Kovacs
- MacIntyre Dixon: DeWitt
- Michael Greene: Lacey
- Doris Belack: Mrs Thompson
- Wendy Schaal: Pamela

## Al voltant de la pel·lícula
- El que havia de ser en principi un simple episodi de la sèrie de televisió Amazing Stories finalment es converteix en una pel·lícula, el productor executiu de la qual, Steven Spielberg, havia particularment apreciat aquesta història original.
- Dos anys abans, Hume Cronyn interpretava ja en Cocoon el paper d'una persona gran amb relació amb criatures pacífiques vingudes d'un altre lloc, paper que reprendrà en un altre lloc l'any següent en Cocoon, el retorn.
- En l'escena final davant l'immoble, quan Frank diu a Faye que les criatures no els han abandonat, es percep l'actor Luis Guzmán que en aquell moment només era un figurant.